# SIG Sauer P290
SIG Sauer P290 — компактний самозарядний пістолет, розроблений американською компанією SIG Arms, яка є дочірнім підприємством швейцарсько-німецької фірми SIG Sauer. Загалом пістолет, як і вся серія пістолетів компанії, відрізняється високою якістю деталей і надійністю конструкції.
Пістолет SIG Sauer P290 відносно новим продуктом американського підрозділу компанії SIG Sauer — SIG Arms. Цей пістолет головним чином орієнтований на ринок США, де продається як зброя для самозахисту: для прихованого носіння цивільними особами; співробітниками правоохоронних органів використовується в ситуаціях, коли потрібні мінімальні розміри і маса зброї.

## Конструкція
Пістолет SIG Sauer P290 використовує автоматику з коротким ходом ствола і його жорстким запиранням шляхом перекосу казенної частини зброї. Запирання і відпирання здійснюється при взаємодії фігурного вирізу під стволом з рамкою пістолета. Ствол зціплюється з затвором за рахунок взаємодії виступу в своїй верхній частині з вікном для викиду гільз.
Затвор виконаний з нержавіючої сталі, рамка пістолета — з ударостійкого збройового пластику. Ударно-спусковий механізм куркового типу, виключно подвійної дії (самозведення для кожного пострілу). Ніяких ручних запобіжників в конструкції зброї не передбачено. Магазин пістолета однорядний, ємністю 6 чи 8 патронів. Прицільні пристосування фіксовані, з вставками, які світяться і використовуються для прицілювання при поганому освітленні.